# 沃倫貝格工業

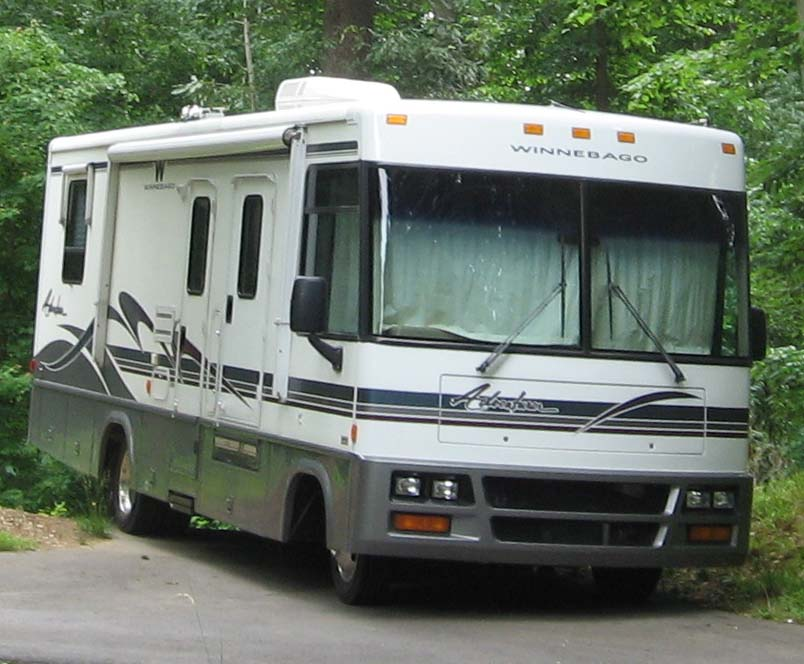
2007年沃倫貝格Adventurer露營車

沃倫貝格工業(Winnebago industries Inc.)是美國一家大型露營車製造商。John K. Hanson 於1958年2月12日在愛荷華成立。
最初以生產拖掛房車為主，1966年開始生產一體化大型露營車(motor home)，70年代推出多款流行車款風靡美國市場，除了掀起自助旅行橫越美國的風潮，也推動了美國大型露營車的生活型態，有不少人當做住家來使用。
許多電影中也以沃倫貝格露營車73年款當場景或道具，因為它的獨特外型有文化象徵連結美國南方某一種類型的生活者，露營車的「移動基地」特性也能配合電影劇情展開主角的故事，所以成為了美國文化象徵性產物。